# Próspero Joel
Próspero Joel (Joel Antonio Martins Dalmeida) es un exfutbolista brasileño. Se desempeñaba como mediocampista.

## Carrera
Joel estuvo en las filas de Palmeiras entre 1957 y 1959. En 1960 llegó a Rosario Central junto a otros dos brasileños, los hermanos Francisco y Antonio Rodrígues, en un efecto retardado del llamado fútbol espectáculo, por el cual los clubes argentinos incurrían en la contratación de muchos extranjeros. Este brasileño solo llegó a disputar un partido oficial con la casaca auriazul, en el Campeonato de Primera División 1960.

## Clubes
| Club            | País      | Año       |
| --------------- | --------- | --------- |
| Palmeiras       | Brasil    | 1957-1959 |
| Rosario Central | Argentina | 1960      |